# Sinoxylon epipleurale
Sinoxylon epipleurale är en skalbaggsart som beskrevs av Pierre Lesne 1906. Sinoxylon epipleurale ingår i släktet Sinoxylon och familjen kapuschongbaggar. Inga underarter finns listade i Catalogue of Life.

## Bildgalleri

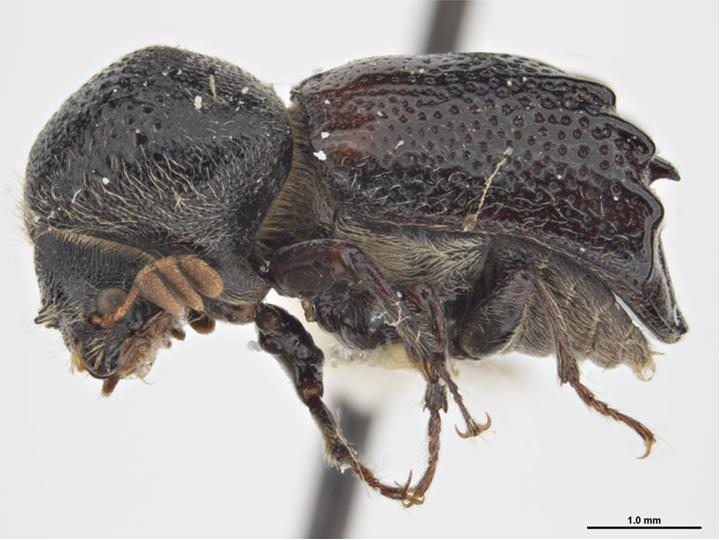